# Szalay Fruzina
Szalay Fruzina (Kaposvár, 1864. szeptember 10. – Kaposvár, 1926. július 10.) költőnő, műfordító; Szalay Károly ügyvéd és Kisfaludy Atala költőnő leánya.

## Élete
1886-ban ment férjhez Obetkó Károlyhoz, Somogy vármegye ügyészéhez Kaposvárott.
Már gyermekleány korában kezdett fordítgatni jelesebb külföldi költők verseiből és ezek időnként megjelentek a Fővárosi Lapokban és a Szana Tamás Koszorújában. Több évig nem írt; 1889-ben ismét megjelent az Ország-Világban egy költeménye, melyet Victor Hugo után fordított. 1890-től állandó munkatársa volt A Hétnek eredeti és fordított verseivel; Coppée után fordított költeménye van a Vasárnapi Ujságban is (1903) és a Hazánkban (1904., 167., 169. sz.), a Kertben (1904). Cikke a Hétben (1897. Magyar festők Párisban: Mednyánszky. Somssich, Rippel-Rónai).

## Munkái
- Versek. Archiválva 2015. december 8-i dátummal a Wayback Machine-ben Bpest, 1893. (Ism. Főv. Lapok 353. sz., Vasárnapi Ujság 1894. 1. sz.)
- Egy marék virág. Archiválva 2015. december 8-i dátummal a Wayback Machine-ben Költemények. Uo. 1898. (Ism. Vasárnapi Ujság 1897. 52. sz., M. Hirlap 343., Ország-Világ 49., M. Szemle 49., Egyetértés 336., Somogy 52., A Hét 49., Tájékoztató 1898.).
- Bébi és Micóka. Uo. 1906. (Ism. Az Őr 4. sz.).